# Julius von Pflugk-Harttung
Julius Albert Georg Harttung, à partir de 1876 von Pflugk-Harttung, noblesse prussienne reconnue en 1893 (né le 8 novembre 1848 à Wernikow, arrondissement de Prignitz-de-l'Est (de) et mort le 5 novembre 1919 à Berlin) est un historien, diplomate et archiviste allemand.

## Biographie

### Famille
Julius est le fils du propriétaire foncier Friedrich Harttung et de sa seconde épouse Elise. Après la mort de son père en 1870, son grand-père maternel, Georg Bernhard von Pflugk (de) de Hamm près de Hambourg, l'adopte en 1876.
En 1888, Julius von Pflugk-Harttung se marie à Berlin avec Margarethe née Rading (née en 1868). Le mariage donne naissance trois fils et deux filles, dont Horst von Pflugk-Harttung (de) (capitaine de la marine, 1889-1967) et Heinz von Pflugk-Harttung (de) (capitaine ; 1890-1920), tous deux impliqués dans l'exécution de Karl Liebknecht, et l'écrivain Elfriede von Pflugk-Harttung (1892–?). La plus jeune fille, Ilse, vit en Afrique du Sud vers 1940. Le plus jeune fils, Waldemar, est mort comme enseigne en 1917 à cause de la guerre.

### Carrière
Von Pflugk-Harttung étudie à l'école secondaire d'Hambourg et commence un apprentissage commercial qui le conduit également aux États-Unis. Il sert comme soldat pendant la guerre franco-prussienne et passe son examen de fin d'études. Il étudie ensuite l'histoire et la philologie aux universités de Bonn, Berlin et Göttingen. En 1876, il obtient son doctorat à Bonn et, un an plus tard, il termine son habilitation et devient professeur associé à l'université de Tübingen. En 1886, il est nommé successeur de Jacob Burckhardt à l'Université de Bâle. En 1889, il est contraint de démissionner après avoir pris anonymement position contre la Confédération dans un journal d'Hambourg dans le cadre d'un conflit germano-suisse sur la politique douanière et d'asile. Reconnu comme auteur, il est de plus en plus boycotté par les étudiants.
En 1892, il devient archiviste aux Archives secrètes d'État (de) de Berlin et le reste jusqu'à la fin de sa vie.

## Travaux
Von Pflugk-Harttung est connu pour l'extraordinaire étendue de ses recherches, de l'Antiquité aux guerres napoléoniennes. Il est considéré comme un chercheur de l'ancien système documentaire papal (jusqu'en 1198). Ici, il s'efforce de créer un nouveau système. Il reçoit l'approbation de Paul Fridolin Kehr (de) pour ses éditions et ses rapports d'archives, mais se retrouve dans des controverses majeures avec Wilhelm Diekamp, Theodor von Sickel et Harry Bresslau. Le cœur du différend entre experts est la question de savoir comment faciliter la télécopie des documents, qui se transforme ensuite en un différend fondamental sur la méthodologie diplomatique et n'est jamais résolu. La plupart des documents papaux entre 1046 et 1198 ne se trouvent que dans ses éditions. Durant sa carrière d'archiviste, ses travaux de recherche se sont principalement concentrés sur les guerres napoléoniennes. Il publie plusieurs ouvrages dont Hans Dechend est co-auteur.

## Publications (sélection)
- Studien zur Geschichte Konrad’s II. Neusser, Bonn 1876 (Digitalisat; zugleich Dissertation, Université de Bonn).
- Norwegen und die deutschen Seestädte bis zum Schlusse des dreizehnten Jahrhunderts. Hertz, Berlin 1877 (Digitalisat).
- Diplomatisch-historische Forschungen. Perthes, Gotha 1879 (Digitalisat).
- Iter italicum. Kohlhammer, Stuttgart 1883 (Digitalisat).
- Reinald von Köln, ein „Reichskanzler“ des Mittelalters. Westermann, Brunswick 1885 (Digitalisat).
- Die ältesten Culturen. Schottlaender, Breslau 1888 (Digitalisat).
- Geschichtsbetrachtungen. Perthes, Gotha 1890 (Digitalisat).
- Die Anfänge des Johanniter-Ordens in Deutschland besonders in Brandenburg und in Mecklenburg. 1899.
- Der Johanniter- und der Deutsche Orden im Kampfe Ludwigs des Bayern mit der Kurie. Duncker & Humblot, Leipzig 1900 (Digitalisat).
- Die Bullen der Päpste: bis zum Ende des 12. Jahrhunderts. Gotha 1901 (Nachdruck: Olms, Hildesheim/New York 1976,  (ISBN 3-487-06110-4)).
- Deutsche Gedenkhalle. Bilder aus der vaterländischen Geschichte. Verlagsanstalt „Vaterland“, Leipzig/Berlin 1907.
- Rahmen deutscher Buchtitel im 16. Jahrhundert. Lehmann, Stuttgart 1909.
- Der Kampf um die Freiheit der Meere. Trafalgar, Skagerrak. Eisenschmidt, Berlin 1917 (Digitalisat).

En outre, von Pflugk-Harttung est rédacteur en chef de Weltgeschichte chez Ullstein Verlag à Berlin (1909).